# Solenopsis privata
Solenopsis privata é uma espécie de formiga do gênero Solenopsis, pertencente à subfamília Myrmicinae.